# Гайнулин, Иван Ефимович
Иван Ефимович Гайнулин (1924—1977) — участник Великой Отечественной войны, командир орудия 667-го стрелкового полка 218-й стрелковой дивизии 6-й армии 1-го Украинского фронта, старший сержант. Герой Советского Союза.

## Биография
Родился 18 сентября 1924 года в с. Кочубеевское (по другим данным — в с. Балахоновское) Кочубеевского района Ставропольского края в семье крестьянина. Русский.
Образование начальное. Работал трактористом.
В Красной Армии с июня 1942 года. В действующей армии — также с июня 1942.
Командир орудия 667-го стрелкового полка старший сержант Иван Гайнулин в феврале 1945 в боях за г. Бреслау (Вроцлав, Польша), выкатив орудие на открытую огневую позицию, уничтожил зенитную пушку и несколько пулемётных точек противника, чем обеспечил атаку подразделения и захват важного рубежа. С февраля по апрель 1945 года огнём своего орудия уничтожил 4 орудия врага и большое число гитлеровцев.
После войны вернулся на родину. Окончил курсы механизаторов. Работал бригадиром в колхозе. Член КПСС с 1949 года.
Умер 3 февраля 1977 года.

## Награды
- Звание Героя Советского Союза присвоено 27 июня 1945 года.
- Награждён орденами Ленина, Красной Звезды, Славы 3 степени и медалями.

## Память
- Именем Героя названа улица в с. Кочубеевское.